# خطای پرسپکتیو

این شبیه سازی، چگونگی تغییر نسبت‌های سوژه، که در آن فاصله کانونی لنز ثابت و محل دوربین نسبت به سوژه متغیر است، را نشان می‌دهد. در استفاده از لنزهای فاصله کانونی بلند (زاویه تنگ)، چون فاصله دوربین نسبت به سوژه زیاد است، پرتوهای نور تقریباً موازی هستند، و در نتیجه تصویر بدون پرسپکتیو و تقریباً مسطح است. در لنزهای زاویه باز، فواصل کوتاه دوربین با سوژه، به نظر می‌رسد جسم شکل تازه‌ای به خود گرفته است.

خطای پرسپکتیو در عکاسی و فیلم‌برداری، به تغییر نسبت‌های سوژه که در اثر زاویهٔ لنز نسبت آن بروز می‌کند، گفته می‌شود. در صورتی که محل استقرار دوربین را نسبت به سوژه ثابت نگه داشته و زاویهٔ دیدمان را با تغییر فاصلهٔ کانونی لنز بسته‌تر یا بازتر نماییم، پرسپکتیو تغییر نخواهد کرد. در متون نسبتاً قدیمی این بحث‌ها را تحت نام علم مناظر و مریا انجام می‌دادند.

## عوامل مؤثر
دو عمل در خطای پرسپکتیو نقش دارند:

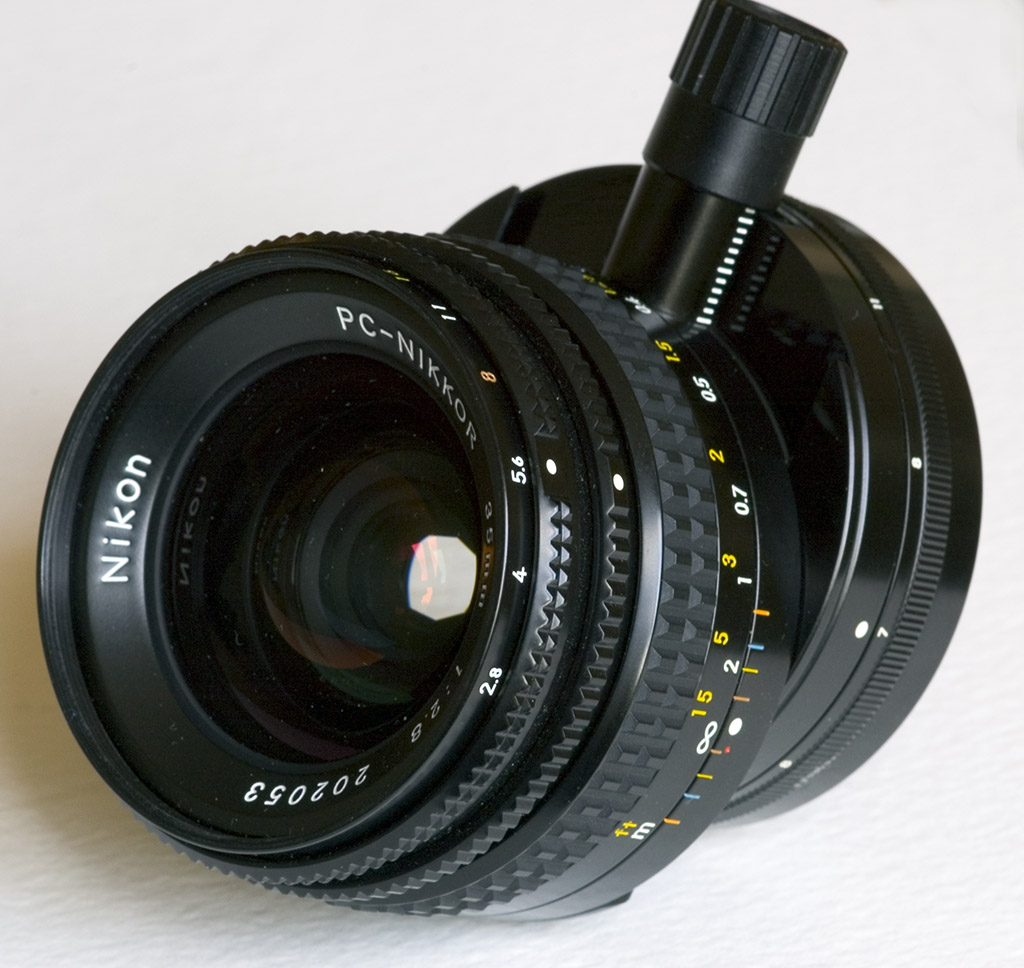
لنز PC نیکون

1. زاویه‌ای که تصویر، به وسیلهٔ دوربین از آن زاویه ثبت شده‌است.
2. زاویه‌ای که سوژه در آن قرار دارد یا از آن زاویه دیده می‌شود.

## زاویهٔ دید لنز
زمانیکه تصاویر با لنز نرمال تهیه شوند، بینندهٔ عکس خطای پرسپکتیو عجیبی را مشاهده نخواهد کرد. ولی وقتی برای یک عکس پرتره از یک لنز زاویه باز استفاده نماییم، اعوجاج عجیبی روی خواهد داد. یعنی بینی بزرگ‌تر از حد طبیعی و صورت کاملاً پهن ثبت خواهد شد. ولی وقتی همین قاب‌بندی را با یک لنز تله انجام دهیم، تصویر برجسته و خطوط بدون پرسپکتیو ثبت می‌شوند. به همین دلیل است که برای یک دوربین ۳۵ میلیمتری، لنز مناسب پرتره، لنزی است که فاصله کانونی آن مابین ۱۰۵ تا ۱۳۵ میلی‌متر باشد. استفاده از لنزهای بلندتر موجب کاهش شدید عمق میدان و عدم وضوح کافی تصویر خواهد شد.
تغییر نسبت پس‌زمینه به پیش‌زمینه (پرسپکتیو) در عکاسی با قاب‌بندی مشترک با لنزهای فاصلهٔ کانونی متفاوت.